# Gavia pacifica
El colimbo del Pacífico (Gavia pacifica) es una especie de ave gaviforme de la familia Gaviidae endémica de América del Norte y el noreste de Asia. 

## Distribución y hábitat
Se reproduce en lagos profundos de la tundra de Alaska, el norte de Canadá hasta el este de la isla de Baffin, y en Rusia al este del río Lena.
A diferencia de otros colimbos esta ave puede migrar en parvadas. Pasa el invierno en el mar, sobre todo en las costas  del océano Pacífico o en los grandes lagos a través de una gama mucho más amplia, incluyendo China, Japón, Corea del Norte, Corea del Sur, Estados Unidos y México. Se han producido avistamientos ocasionales en  Groenlandia, Hong Kong, Gran Bretaña, España y Finlandia.